# العرم (حجر)

'

تعديل مصدري - تعديل

العرم هي إحدى قرى عزلة الجول بمديرية حجر التابعة لمحافظة حضرموت، بلغ تعداد سكانها 235 نسمة حسب تعداد اليمن لعام 2004.